# Crazyhead
Pour l’article homonyme, voir Crazyhead (série télévisée).
Crazyhead est un groupe punk rock/garage rock anglais originaire de Leicester formé en 1986. 

## Membres
- Kevin "Kev Reverb" Bayliss: guitare], claviers, sitar
- Ian R. Anderson: chant
- Robert "Vom" Morris: batterie
- Richard "Fast Dick" Bell: guitare (1986-1997)
- Peter Creed: guitare (1997-2000)
- Alex "Porkbeast" Peach: basse (1986-1990)
- Christine "Christina X" Wigmore: basse (1990 - présent)

## Influences
- The Ramones
- The Stooges
- Captain Beefheart

## Discographie
- Desert Orchid (1987)
- Some Kind Of Fever (1990)
- Live In Memphis (1995)
- Grind (1995)
- Fucked By Rock (1999)